# Cristian Zorzi
Cristian Zorzi (Cavalese, 14 d'agost de 1972) és un esportista italià que va competir a l'esquí de fons.
Va participar en tres Jocs Olímpics d'Hivern, entre els anys 2002 i 2010, obtenint en total tres medalles, plata i bronze a Salt Lake City 2002, en les proves de relleu (juntament amb Fabio Maj, Giorgio Di Centa i Pietro Piller Cottrer) i velocitat individual, i or a Torí 2006, en la prova de relleu (amb Fulvio Valbusa, Giorgio Di Centa i Pietro Piller Cottrer).
Va guanyar dues medalles en el Campionat Mundial d'Esquí Nòrdic, or en 2007 i plata en 2001.

## Biografia
El primer gran èxit de Zorzi va ser a la Copa del Món d'esquí de fons del 2000, on va acabar en segon lloc. Als Jocs Olímpics d'Hivern de 2002 a Salt Lake City, va guanyar una medalla de plata al relleu de 4×10 km i una de bronze a l'esprint individual.
Als Jocs Olímpics d'Hivern del 2006 a Torí, va ser l'àncora de l'equip de relleus italià de 4×10 km que va guanyar la medalla d'or en aquests jocs.
Zorzi va guanyar dues medalles al Campionat del Món d'esquí nòrdic; una medalla d'or al sprint per equips el 2007 i una plata a l'esprint individual el 2001. També ha acabat segon a la Copa Mundial de Sprint 2000–01, a la qual va seguir amb un tercer lloc la temporada 2001-02 següent.

## Palmarès internacional
| Jocs Olímpics     | Jocs Olímpics                  | Jocs Olímpics | Jocs Olímpics        |
| Any               | Lloc                           | Medalla       | Prova                |
| ----------------- | ------------------------------ | ------------- | -------------------- |
| 2002              | Salt Lake City ( Estats Units) | 2             | Relleu 4 × 10 km     |
| 2002              | Salt Lake City ( Estats Units) | 3             | Velocitat individual |
| 2006              | Torí ( Itàlia)                 | 1             | Relleu 4 × 10 km     |
| Campionat Mundial |                                |               |                      |
| Any               | Lloc                           | Medalla       | Prova                |
| 2001              | Lahti ( Finlàndia)             | 2             | Velocitat individual |
| 2007              | Sapporo ( Japó)                | 1             | Relleu 4 × 10 km     |